# Balticconnector
Balticconnector est un gazoduc bidirectionnel entre Ingå, en Finlande, et Paldiski, en Estonie. Il relie les réseaux de gaz estonien et finlandais.

## Présentation
Ce gazoduc permet à la Finlande d'accéder au stockage de gaz naturel d'Inčukalns en Lettonie.
La Commission européenne a accordé 187,5 millions d'euros pour la construction du Balticconnector. Le financement de l'Union Européenne  pour le projet Balticconnector provient du programme Europe for Networks. Le financement couvre 75 % du coût total du projet. Le gouvernement finlandais a alloué 28 millions d'euros pour la construction.
Le gazoduc est construit par Baltic Connector et Elering.
Le gazoduc comprend trois tronçons : 22 km sur le sol finlandais, 80 km en mer et 50 km sur le sol estonien.
Le Balticconnector ouvre le 11 décembre 2019.
Le 8 octobre 2023, une baisse de pression consécutive à une fuite est détectée sur le gazoduc. Selon l'opérateur, une brèche importante aurait été ouverte. Le président finlandais Sauli Niinistö estime dans un communiqué qu'une « activité extérieure » en serait la cause. L'opérateur affirme n'écarter aucune cause pour le moment. La réparation a duré six mois et a coûté 35 millions d'euros.